# Lasker – Capablanca, St. Petersburg 1914
Die Partie Lasker – Capablanca wurde im Rahmen des Großmeisterturnieres 1914 in Sankt Petersburg zwischen Weltmeister Emanuel Lasker und dem Kubaner José Raúl Capablanca gespielt. Sie war die Partie, die über den Turniersieg entschied.
Nachdem Lasker in der Vorrunde mit 6,5 Punkten nur geteilter Zweiter mit Tarrasch, einen halben Punkt vor Aljechin und Marshall, und 1,5 Punkte hinter Capablanca geworden war, spielte Lasker in der Finalrunde sehr viel energischer als in der Vorrunde, um noch Turniersieger zu werden. Ein nur zweiter Platz wäre für den Weltmeister ein großer Gesichtsverlust gewesen und hätte Lasker zu einem Titelkampf mit Capablanca gezwungen. Lasker musste also wohl oder übel versuchen, diese Partie zu gewinnen, sonst wären seine Chancen auf den Turniersieg schlecht gewesen, zumal Capablanca noch keine Niederlage hatte hinnehmen müssen, während Lasker in der Vorrunde gegen Bernstein verloren hatte. Vor allem gegen Capablanca zu gewinnen, war keine leichte Sache, denn er wurde sprichwörtlich als Schachmaschine bezeichnet. In seiner ganzen Turnierlaufbahn verlor dieser von 578 Partien nur 37 Partien.
Die Partie gilt auch als Paradebeispiel der Lasker immer wieder unterstellten psychologischen Spielweise, denn die Spanische Abtauschvariante ist keine Eröffnung, die zu einer solchen Partie gepasst hatte. Lasker gewann die Partie schließlich dank eines sehr feinen Konzepts, den schwarzen Königsflügel zu hemmen mit einem Zug, der völlig den allgemeinen Schachprinzipien widersprach.

## Partieverlauf
1. e2–e4 e7–e5 2. Sg1–f3 Sb8–c6 3. Lf1–b5 a7–a6 4. Lb5xc6
Eine sehr erstaunliche Wahl: Die Abtauschvariante gilt der Theorie zufolge als ungefährlich für Schwarz. Der einzige Vorteil, den Weiß hier haben kann, ist, dass, wenn er es schafft, ohne Zugeständnisse in Sachen Bauernstruktur, ins Bauernendspiel zu kommen, das für ihn gewonnen ist. Dies war jedoch gegen Capablanca nicht gerade leicht, zumal vor allem dessen Endspieltechnik sehr gefürchtet war.
4. … d7xc6 5. d2–d4 e5xd4 6. Dd1xd4 Dd8xd4 7. Sf3xd4 Lf8–d6
In der ersten Partie der Schachweltmeisterschaft 1908 zog Tarrasch 7. … c7–c5. Lasker erwiderte 8. Sd4–e2 Lc8–d7 9. b2–b3 (In der 13. Partie der Schachweltmeisterschaft 1894 zog Lasker 9. Sb1–c3. Wilhelm Steinitz fuhr mit 0–0–0 10. Lc1–f4 Ld7–c6 11. 0–0 Sg8–f6 12. f2–f3 Lf8–e7 13. Se2–g3 g7–g6 fort) Ld7–c6 10. f2–f3 Lf8–e7 11. Lc1–b2 Le7–f6 12. Lb2xf6 Sg8-xf6 13. Sb1–d2 0–0–0 14. 0–0–0.
8. Sb1–c3 Sg8–e7 9. 0–0 0–0 10. f2–f4!?
Dieser Zug setzt zwar die Bauernmajorität des Weißen am Königsflügel in Gang, schwächt aber e4.
Capablanca war von diesem Zug und dem übernächsten überhaupt nicht überzeugt.
10. … Tf8–e8 11. Sd4–b3 f7–f6 12. f4–f5!?
| \| \| a \| b \| c \| d \| e \| f \| g \| h \| \| \| 8 \| \| \| \| \| \| \| \| \| 8 \| \| 7 \| \| \| \| \| \| \| \| \| 7 \| \| 6 \| \| \| \| \| \| \| \| \| 6 \| \| 5 \| \| \| \| \| \| \| \| \| 5 \| \| 4 \| \| \| \| \| \| \| \| \| 4 \| \| 3 \| \| \| \| \| \| \| \| \| 3 \| \| 2 \| \| \| \| \| \| \| \| \| 2 \| \| 1 \| \| \| \| \| \| \| \| \| 1 \| \| \| a \| b \| c \| d \| e \| f \| g \| h \| \| Stellung nach dem 12. Zug von Weiß |   |   |   |   |   |   |   |   |   |
| | a | b | c | d | e | f | g | h |   |
| 8 |   |   |   |   |   |   |   |   | 8 |
| 7 |   |   |   |   |   |   |   |   | 7 |
| 6 |   |   |   |   |   |   |   |   | 6 |
| 5 |   |   |   |   |   |   |   |   | 5 |
| 4 |   |   |   |   |   |   |   |   | 4 |
| 3 |   |   |   |   |   |   |   |   | 3 |
| 2 |   |   |   |   |   |   |   |   | 2 |
| 1 |   |   |   |   |   |   |   |   | 1 |
| | a | b | c | d | e | f | g | h |   |

Nach den Lehren von Steinitz ein zweifelhafter Einfall: Die Bauernmajorität wird abgewertet und der e-Bauer rückständig. Lasker hat aber sein Auge schon längst auf e6 gerichtet, womit er den Königsflügel des Schwarzen einschränkt. Außerdem engt es den Lc8 ein.
Luděk Pachman schrieb in Moderne Schachstrategie 3 (1. Auflage 1958) S. 217:
„Ein überraschender Zug, mit dem Weiß den Vorteil seiner Bauernmehrheit am Königsflügel völlig aufgibt und freiwillig dem Gegner den Stützpunkt e5 überlässt. Lasker will mit diesem Zug einerseits die Wirkungskraft der schwarzen Figuren einschränken (Lc8!), andererseits die Entwicklung des Läufers f4 vorbereiten. Gleichzeitig rechnet er damit, später das Manöver Sd4 und Sce2–f4–e6 durchzuführen.“
Alexander Koblenz schrieb in Der Weg zum Erfolg:
"Hier spielte Lasker unerwartet: 12. f5! Rein statisch gesehen ein schwerer strategischer Fehlzug! Mit einem Schlage wird der Bauer e4 ganz hoffnungslos rückständig und Weiß überlässt gleichzeitig dem Gegner den Punkt e5. Aber wenn wir uns genauer in die Position vertiefen, kommen wir zu der Einsicht, dass Weiß dem Gegner diese positionelle Schwächen nicht ohne dynamische Gegentrümpfe eingeräumt hat.
Weiß erhält folgende Möglichkeiten:
1. Die Aktivität des schwarzfeldrigen Läufers wird gesteigert
2. Die Leistungsfähigkeit des schwarzen Springers und Läufers wird erheblich vermindert
3. Weiß kann später versuchen, seinen Springer auf e6 einzunisten"
12. … b7–b6 13. Lc1–f4 Lc8–b7?
Ein grundsätzlicher Fehler: Capablanca möchte den c-Doppelbauern auflösen, doch danach (nach dem Läufertausch) leidet der Bauer d6 an Schwäche. Besser gemäß Kasparow: 13. … Lxf4! 14. Txf4 c5 15. Td1 Lb7 16. Tf2 (16. Td7 Tac8 17. Tf2 Sc6) Tad8 17. Txd8 Txd8 18. Td2 Txd2 19. Sxd2 Sc6 mit gleichem Spiel.
14. Lf4xd6 c7xd6 15. Sb3–d4
Capablanca gab später an, diesen Zug nicht gesehen zu haben und deshalb 13. … Lb7 gespielt zu haben.
15. … Ta8–d8?! 16. Sd4–e6 Td8–d7 17. Ta1–d1 Se7–c8?! 18. Tf1–f2 b6–b5 19. Tf2–d2 Td7–e7 20. b2–b4 Kg8–f7 21. a2–a3 Lb7–a8?
Capablanca plant die a-Linie für seine Türme zu öffnen, doch dies ist ein Fehler, weil die offene a-Linie nur von Weiß effektiv genutzt werden kann. Als besser gab Capablanca später 21. … Te7xe6! 22. f5xe6+ Te8xe6 an, und Weiß hat zwar die angenehmere Stellung, aber wahrscheinlich keinen Gewinn.
22. Kg1–f2 Te7–a7 23. g2–g4! h7–h6 24. Td2–d3 a6–a5 25. h2–h4 a5xb4 26. a3xb4 Ta7–e7?!
Besser noch 26. … Ta7–a3 mit der Idee Sc8–b6–c4.
27. Kf2–f3 Te8–g8 28. Kf3–f4 g7–g6?! 29. Td3–g3 g6–g5+
29. … gxf5 hilft nichts wegen 30. exf5! d6–d5 31. g4–g5 Sc8–d6 (31. … hxg5+ 32. hxg5 fxg5+ 33. Se6xg5+ Kf7–f8 34. f5–f6 Te7–a7 35. Kf4–e5 Weiß gewinnt) 32. g5–g6+ Kf7–e8 33. Td1–a1 und Weiß steht auf Gewinn.
30. Kf4–f3 Sc8–b6 31. h4xg5 h6xg5 32. Tg3–h3!
Weiß setzt seinen Plan ohne Abänderung um, der gierige Zug 32. Td1xd6 verschafft Schwarz vielleicht eine Verschnaufpause: 32. … Sb6–c4 33. Td6–d8 (Td6–d1 Tg8–h8) Tg8xd8 34. Se6xd8+ Kf7–e8 35. Sd8–e6 Te7–h7!
32. … Te7–d7 33. Kf3–g3! Kf7–e8 34. Td1–h1 La8–b7 35. e4–e5!!
| \| \| a \| b \| c \| d \| e \| f \| g \| h \| \| \| 8 \| \| \| \| \| \| \| \| \| 8 \| \| 7 \| \| \| \| \| \| \| \| \| 7 \| \| 6 \| \| \| \| \| \| \| \| \| 6 \| \| 5 \| \| \| \| \| \| \| \| \| 5 \| \| 4 \| \| \| \| \| \| \| \| \| 4 \| \| 3 \| \| \| \| \| \| \| \| \| 3 \| \| 2 \| \| \| \| \| \| \| \| \| 2 \| \| 1 \| \| \| \| \| \| \| \| \| 1 \| \| \| a \| b \| c \| d \| e \| f \| g \| h \| \| Stellung nach dem 35. Zug von Weiß |   |   |   |   |   |   |   |   |   |
| | a | b | c | d | e | f | g | h |   |
| 8 |   |   |   |   |   |   |   |   | 8 |
| 7 |   |   |   |   |   |   |   |   | 7 |
| 6 |   |   |   |   |   |   |   |   | 6 |
| 5 |   |   |   |   |   |   |   |   | 5 |
| 4 |   |   |   |   |   |   |   |   | 4 |
| 3 |   |   |   |   |   |   |   |   | 3 |
| 2 |   |   |   |   |   |   |   |   | 2 |
| 1 |   |   |   |   |   |   |   |   | 1 |
| | a | b | c | d | e | f | g | h |   |

Der totale Triumph der weißen Strategie: Der durch Laskers 12. f5 rückständig gewordene e-Bauer opfert sich und ebnet dem Sc3 den Weg ins gegnerische Lager. Nun ist das Partieende sehr nahe.
35. … d6xe5 36. Sc3–e4 Sb6–d5 37. Se6–c5! Lb7–c8 38. Sc5xd7 Lc8xd7 39. Th3–h7 Tg8–f8 40. Th1–a1 Ke8–d8 41. Ta1–a8+ Ld7–c8 42. Se4–c5 1:0
Nach 42. Sc5 gab der bis dahin im Turnier ungeschlagene Capablanca das Spiel auf. Im weiteren Verlauf des Wettbewerbs verlor er eine zweite Partie gegen Tarrasch, was dazu führte, dass Lasker das Turnier mit einem halben Punkt Vorsprung gegenüber Capablanca gewann.